# المجموعة الفردانية CT
المجموعة الفردانية CT أو السُّلالة CT، هي مجموعة فردانيَّة بشريَّة ذكوريَّة، وتُحدد كأحد سلالات الأبُوَّة الرئيسية للبشرية.
الرجال الذين يحملون الفرع الحيوي CT لديهم كروموسومات Y مع طفرة M168، إلى جانب P9.1 وM294. هذه الطفرات موجودة في جميع سلالات الذكور البشرية الحديثة باستثناء السُّلالتين A وB، حيث أن كلاهما موجود بشكل حصري في أفريقيا.
من المحتمل أن أحدث سلف ذكر مشترك (TMRCA) لجميع رجال CT اليوم سبق الأصل الأفريقي الحديث للإنسان الحديث، وهي هجرة شارك فيها بعض نسله. ولذلك يُعتقد أنه عاش في أفريقيا قبل هذه الهجرة المقترحة. تماشيًا مع مفهوم "آدم" المُعطى للسلف الأبوي لجميع البشر الأحياء، فقد تمت الإشارة أيضًا إلى CT-M168 في الحسابات الشائعة على أنه سلالة "آدم الأوراسي" أو "آدم خارج أفريقيا" أو "آدم الثاني" لأنه وإلى جانب العديد من السُّلالات الذكوريَّة الأفريقية، تنحدر جميع السُّلالات الذكوريَّة غير الأفريقية من السُّلالة CT.
لم يتم اكتشاف أي ذكر للسُّلالة CT في المجموعات السكانية الحديثة. وهذا يعني أن جميع الذكور الذين يحملون هذه المجموعة الفردانية يتم تعريفهم أيضًا على أنهم موجودون في أحد الفروع الحيوية العديدة الرئيسية. تنحدر جميع السلالات المتحدرة المعروفة الباقية من CT في إحدى الفئتين الفرعيتين الرئيسيتين، CF وDE. في المقابل، تنقسم DE إلى سُلالة موزعة في الغالب في آسيا وكذلك السُّلالة E والموزعة في الغالب في إفريقيا، بينما ينقسم CF إلى مجموعة هابلوغروبية شرق آسيوية وأمريكية أصلية وأوقيانوسية C-M130 والسُّلالة F التي تهيمن على معظم السكان غير الأفارقة.